# Сосновка (Ставропольский район)
Сосновка — село в Ставропольском районе Самарской области. Административно входит в сельское поселение Ташелка.

## География
Село находится вблизи границы с Ульяновской областью, в 2,5-3 км к востоку от села Ташелка и в 30-35 км к северу от Тольятти. Около села находится испытательный полигон АВТОВАЗа.

## Население
| Год  | Численность | Численность |
| ---- | ----------- | ----------- |
| 1859 | 534         | [ 3 ]       |
| 1889 | 735         | [ 4 ]       |
| 1897 | 838         | [ 5 ]       |
| 1910 | 1010        | [ 6 ]       |
| 2010 | 292         | [ 7 ]       |
| 2015 | 320         | [ 1 ]       |

## Галерея

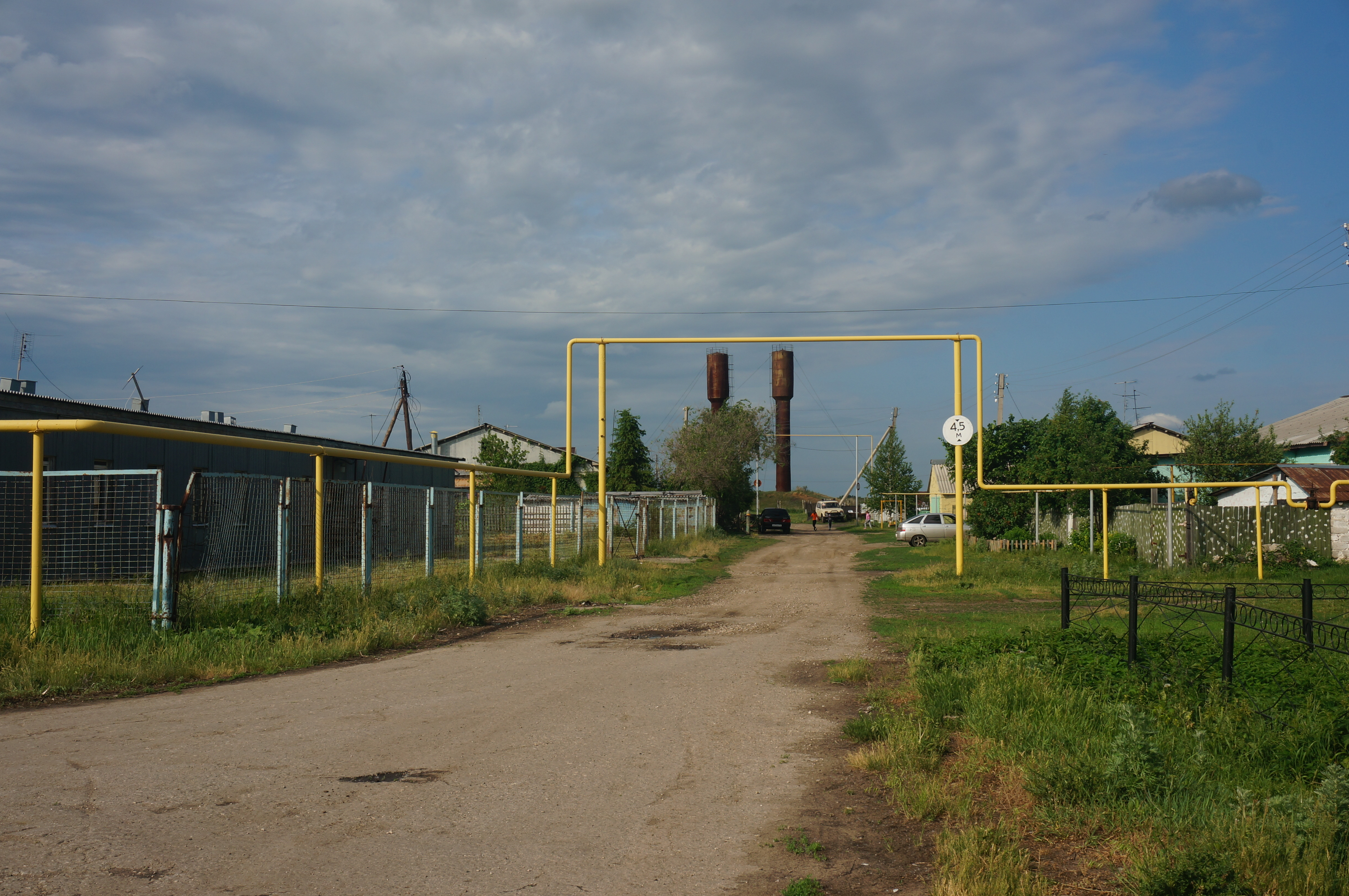
Улица в деревне
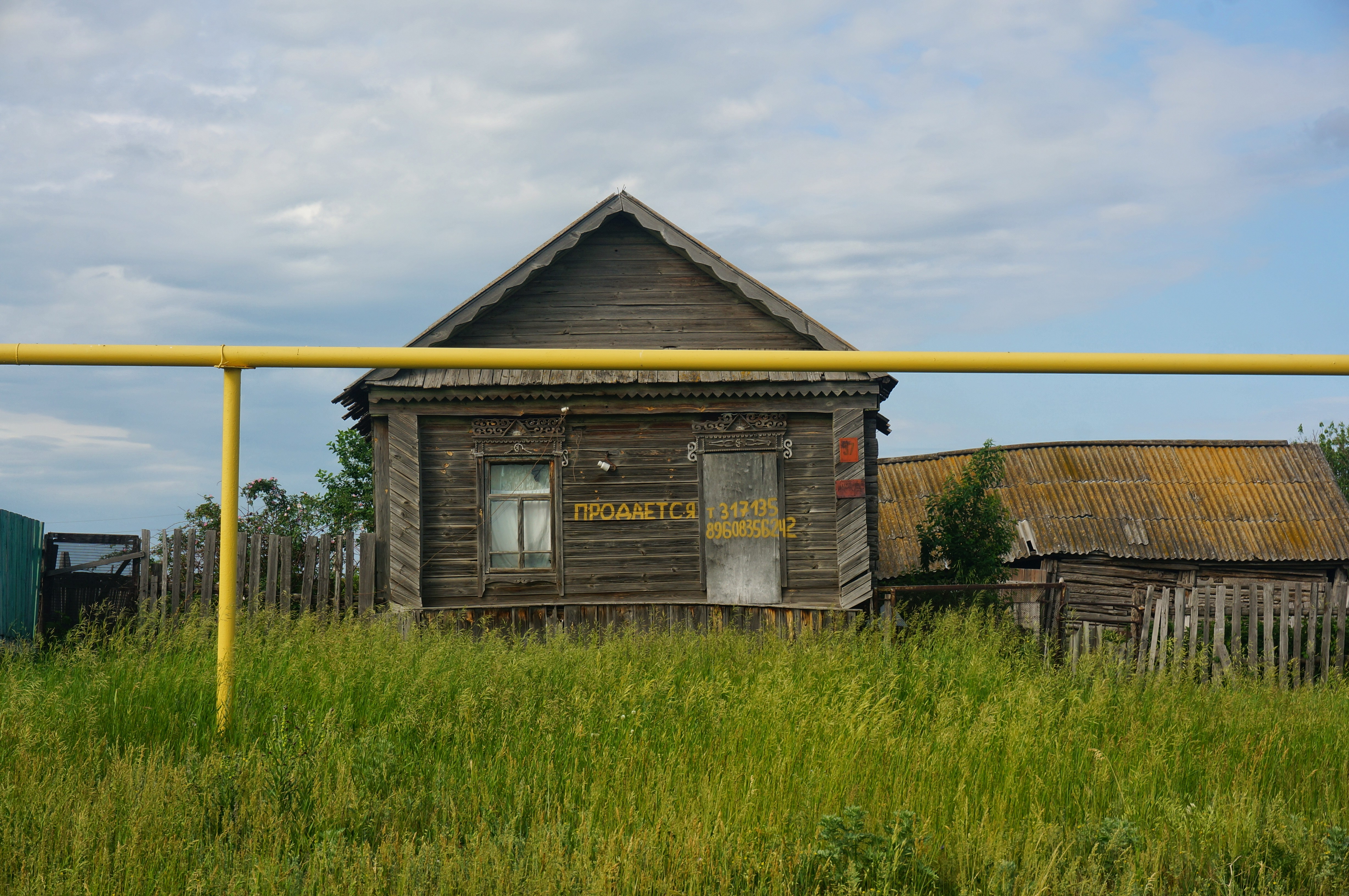
Жилой дом
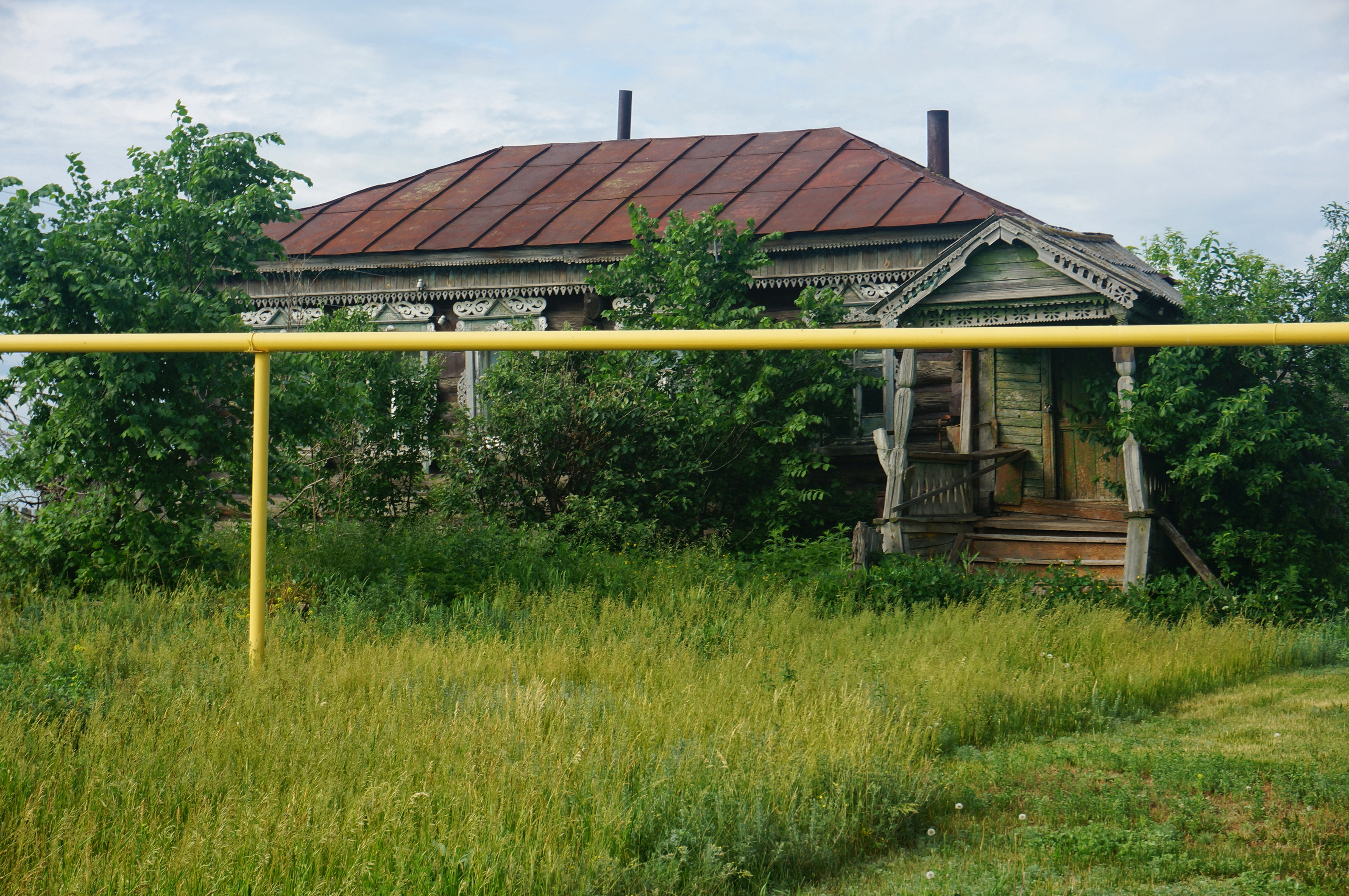
Заброшенный дом
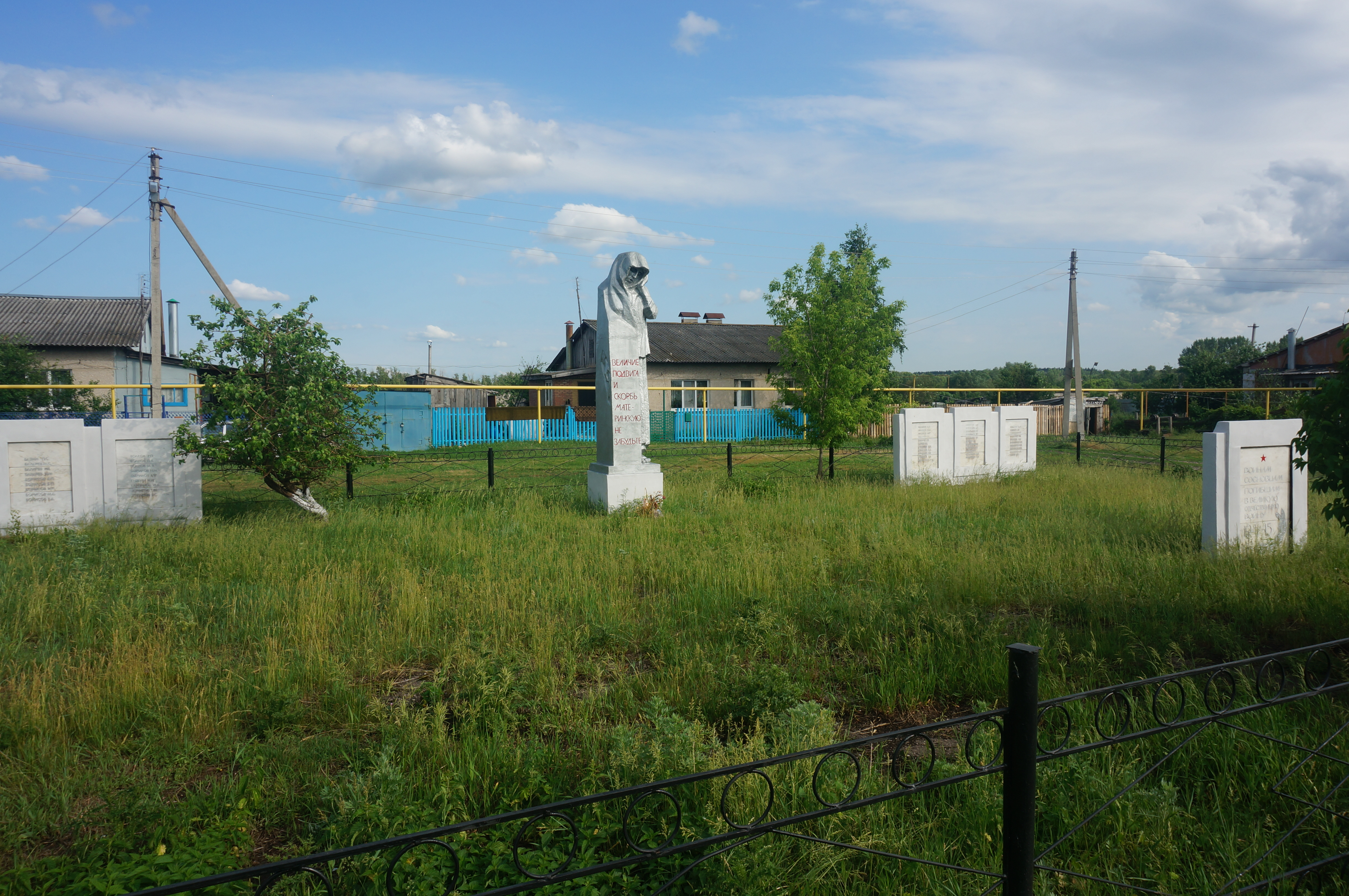
Мемориальный комплекс